# 脂肪酸代謝
脂肪酸代谢作为生物体代谢的一部分，是许多生物获取能量的重要途径。脂肪酸是一类长链烃羧酸，與其他營養素成員（蛋白質、醣類）相比較，藉由β-氧化分解同樣質量的脂肪酸能提供最多能量，合成最多ATP。脂肪酸代謝包含了將脂質轉化為能量、提供初級代謝產物的異化作用以及將脂肪酸合成生物體中重要分子的同化作用。此外，脂肪酸代謝對於細胞膜的形成、生物體內能量的儲存以及訊息的傳遞有不可或缺的重要性。

## 概說
- 脂酶可以催化脂質分解

- 脂肪酸從甘油上脫離之後可以藉由扩散作用進入細胞

- β-氧化可以將脂肪酸的長碳鏈分解為乙醯輔酶A（acetyl-CoA）後送入檸檬酸循環[1]

β-氧化的步驟可以簡化如下：
1. 脂肪酸藉由acyl-CoA dehydrogenase（脫氫酶）的催化脫氫，形成一分子FADH2
2. 通過enoyl-CoA hydratase（水合酶）的催化水合
3. 受3-hydroxyacyl-CoA dehydrogenase催化，形成一分子NADH
4. 被thiolase分解，形成一分子的乙醯輔酶A以及縮短為兩碳短鏈的醯基輔酶A（Acyl-CoA）

上述四個步驟將會不斷循環直到所有脂肪酸都被分解為乙醯輔酶A為止（若脂肪酸的碳數是奇數，則最後一次β-氧化生成一分子丙醯輔酶A，而不是乙醯輔酶A）。

## 能量與儲存
脂肪酸在生物體內以三酸甘油酯的形式保存，是一種去水、還原的保存型態。
一克的脂肪酸完全氧化释放的能量远高于糖类，因此在进化过程中生物體選擇以脂肪酸作為儲存能量的形式。例如每克葡萄糖完全氧化产生的能量为4kcal/3g，脂肪酸完全氧化可以產生9kcal/g的能量，是葡萄糖的六倍以上。若人體利用葡萄糖來儲存能量，则體重會變成原本的六倍以上，而且其中的大部分是水的重量。

## 消化與運輸
脂質通常是以三酸甘油酯的方式被人體所攝取，但是人類的消化系統无法直接吸收三酸甘油酯，所以必須經過一些處理。三酸甘油酯會被胰脂肪酶（pancreatic lipase）分解為脂肪酸以及甘油酯，並且以1:1（一分子脂肪酸+一分子蛋白質）的比例結合輔脂酶（colipase）。輔脂酶只在水与油的交界面有活性，它可以協助膽汁将所要消化的脂肪乳化。
當三酸甘油酯被分解為脂肪酸和2-單酸甘油酯（2-monoglycerides）後即可被人體吸收，但一些分解的碎屑如甘油以及雙甘油酯（diglycerides）也會一併被吸收。當進入人體後，它們會以乳糜微粒或是脂蛋白的形式透過淋巴以及血液運輸，最後被送往肝細胞（hepatocyte）、脂肪細胞（adipocytes）以及肌肉組織（muscle fibers）儲存或是做為能量氧化消耗掉。
肝臟是處理脂質最主要的器官，可以將乳糜微粒與脂質體（liposomes）轉化為各種形式的脂蛋白（lipoprotein），其中最主要的是極低密度脂蛋白（VLDL）以及低密度脂蛋白（LDL）兩種。肝臟製造出極低密度脂蛋白並釋放到血液中運輸，周遭組織會將極低密度脂蛋白分解為代謝所需要的脂肪酸和低密度脂蛋白。低密度脂蛋白被釋回血液中繼續循環直到被低密度脂蛋白受體（LDL receptor）吸收，這讓低密度脂蛋白可以被細胞吸收並轉化為膽固醇（cholesterol）以及組成低密度脂蛋白的其他部件。肝臟可以藉由分解血液中的低密度脂蛋白，調控血液中的膽固醇濃度。另外，還有一種高密度脂蛋白（HDL）可以將膽固醇、甘油以及脂肪酸收集起來並運回肝臟處理。
當體內血糖過低時，人體內胰島素濃度的降低會刺激脂肪細胞內Hormone-sensitive lipase（一种能受激素刺激產生活性的脂肪酶）將儲存的三酸甘油酯分解出可供利用的脂肪酸。但是脂肪酸在血液中的溶解度非常低，必須仰賴一種在血液中相當豐富的蛋白質-血清白蛋白（serum albumin）來運送。

## 輸送與氧化
可以作為營養素的脂肪酸以脂肪體（lipid droplets）的形式儲存於脂肪細胞內。當腎上腺素的濃度提高或是胰島素濃度下降時，脂肪體內的脂質酶（hormone-sensitive lipase）就被活化，把儲存的三酸甘油酯分解為脂肪酸和甘油，此過程稱為脂裂解（lipolysis）。
脂肪酸被分解出來後會與血清白蛋白結合成可以溶於水的複合物，藉此可以通過血液運送到任何需要脂肪酸的組織中。當血清白蛋白抵達目標組織後會釋放出脂肪酸，接著脂肪酸直接穿越脂溶性的細胞膜進入細胞。利用脂肪酸氧化產生能量的酵素位於粒線體的基質內。含碳數超過12的脂肪酸會需要輔助穿越細胞膜並進入粒線體。
分解脂肪酸產生能量的三大步驟:
1. 活化並送入粒線體
2. 進行β-氧化
3. 進入電子傳遞鏈

脂肪酸藉由carnitine acyl transferases（如carnitine-palmitoyl transferase I，CPT-I）的協助穿越粒線體外膜，接著由carnitine協助穿越粒線體內膜。進入粒線體基質的fatty acyl-carnitine（由原本的脂肪酸與carnitine結合而來），會與CoA反應得到乙醯輔酶A，最後乙醯輔酶A進入三羧酸循环產生FADH2以及NADH。其中，CPT-I的反應是脂肪酸氧化反應的速率決定步驟。
在粒線體中藉由β-氧化將脂肪酸反應物分解為乙醯輔酶A這種具有兩個碳的分子。但是，反應物若是來自奇數碳或是不飽和脂肪酸，則必須要經過一個些微不同的反應。
α-氧化是將無法進行β-氧化的分子，例如帶有側鏈的植烷酸，進行氧化的反應方式，而肝細胞的平滑內質網則可以用ω-氧化進行排毒作用，將碳數大於20的大型碳鏈在仍可控制的情況下進行分解。

## 控制與調節
血液中的血糖濃度會影響胰島素的分泌。而腎上腺素則會依身體的代謝需求分泌。當血糖過低，身體需要更多脂肪酸進行氧化時，升糖素、正腎上腺素與細胞膜上的G蛋白偶合受體結合，生成cAMP，cAMP再活化蛋白激酶A，最後蛋白激酶A磷酸化並活化hormone-sensitive lipase（HSL）分解三酸甘油酯。
而當血糖過高時，胰島素活化 protein phosphatase 2A，將HSL去磷酸化使其失去活性。同時胰島素也會活化phosphodiesterase，將cAMP分解並停止活化蛋白激酶A以及HSL。